# Ruta de las misiones

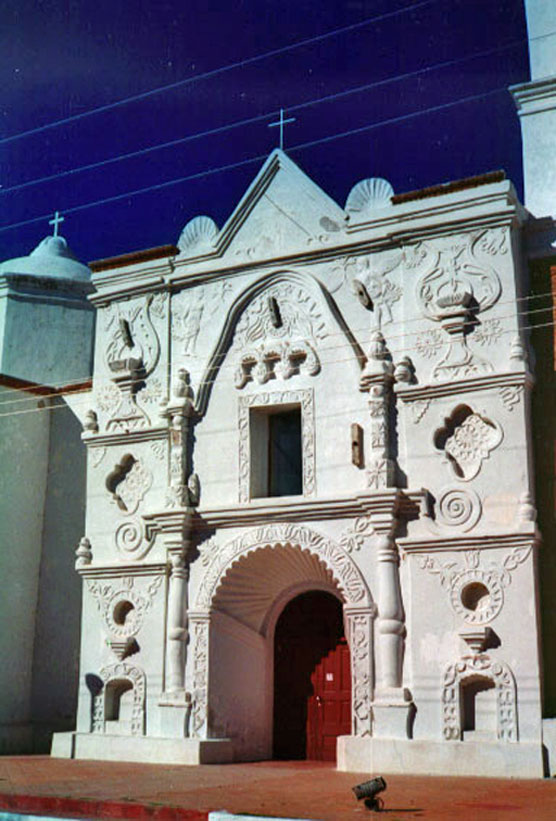
Templo de San Pedro y San Pablo en Tubutama, un destino de la ruta.

La ruta de las misiones Kino es una ruta turística del noroeste del estado mexicano de Sonora, la cual recorre nueve localidades antiguas fundadas como misiones religiosas por el padre jesuita Eusebio Francisco Kino en su mayoría,ubicadas en la Pimería Alta cuando este visitó esta parte del Desierto de Sonora a partir de 1697, durante el proceso de evangelización y colonización de América. La mayoría de los destinos de la ruta son ahora pueblos importantes, que en la actualidad reservan una importancia religiosa y arquitectónica. El proyecto es impulsado por la Secretaría de Turismo del estado de Sonora.
El 10 de agosto de 2020, en la conmemoración del 375 aniversario del nacimiento de Kino de manera virtual debido a la pandemia por coronavirus, la gobernadora con apoyo del Instituto Nacional de Antropología e Historia (INAH) se declaró a esta ruta como "Patrimonio Cultural de Sonora", esto para iniciar una gestión ante la UNESCO para catalogarla como Patrimonio Cultural de la Humanidad.

## Destinos

### Caborca

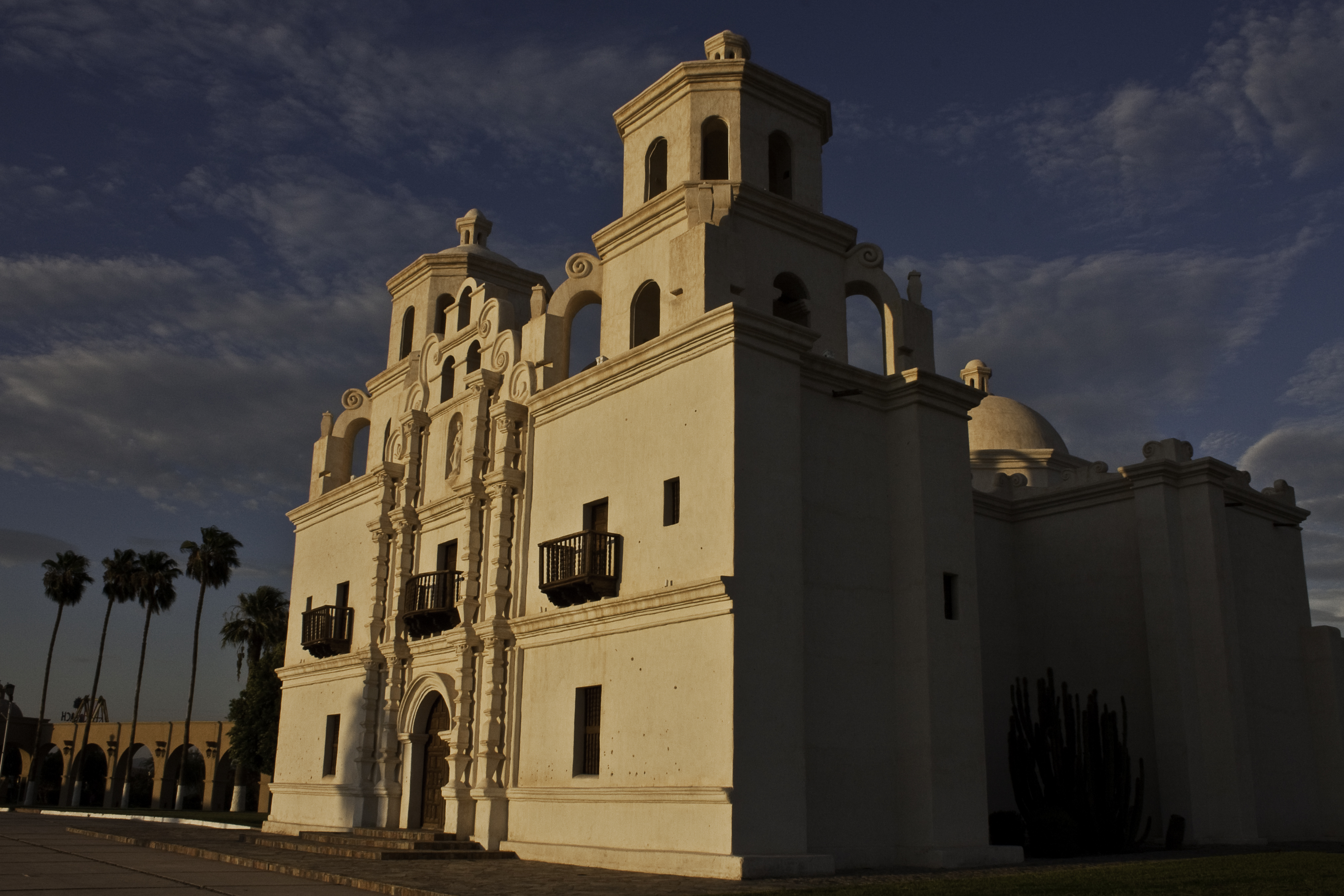
El templo de Nuestra Señora de la Purísima Concepción en Caborca.

Fundada como la misión de la Purísima Concepción de Nuestra Señora de Caborca en 1692, destacándose su Iglesia de la Purísima Concepción, considerada como Monumento Histórico, construida en 1806, su jardín botánico y su arte rupestre.

### Pitiquito

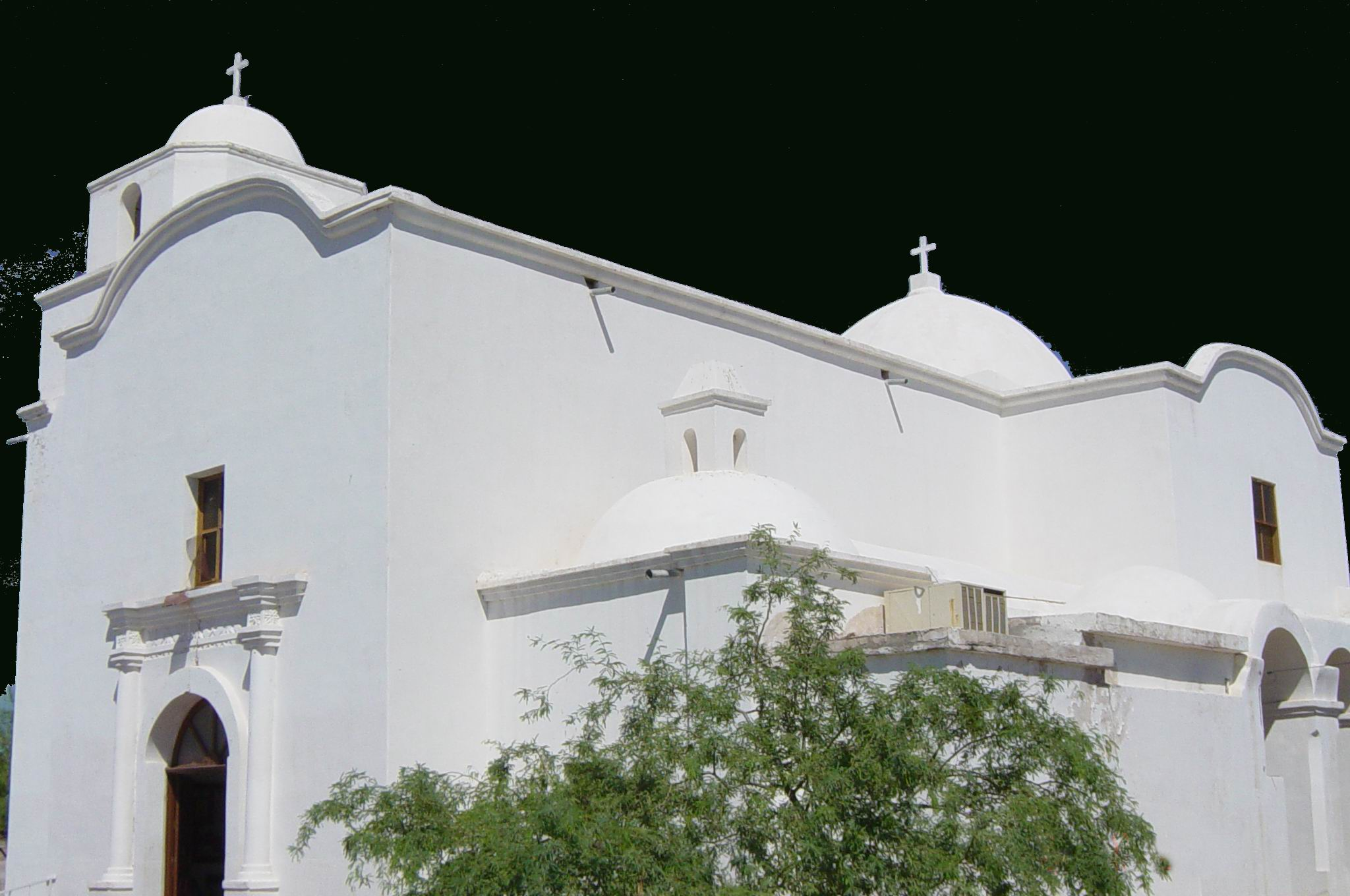
Iglesia de San Diego en Pitiquito.

Fundada como la misión de la Natividad del Señor de Pitiquin en 1694, después nombrada por los franciscanos como San Antonio de Pitiquito en 1768, destacando la iglesia local, construida en el siglo XVII.

### Oquitoa

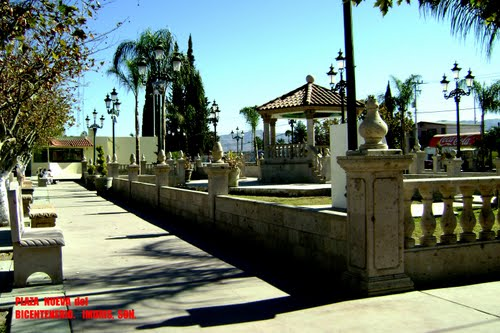
Plaza principal de Ímuris.

Un pueblo con arquitectura colonial, donde hay un pequeño templo franciscano del siglo XIX que resguarda algunas pinturas y antiguas esculturas. Fue fundado como la misión de San Antonio de Padua.

### Átil
Fundado como la misión de Santa Teresa de Átil en 1697 por el padre Kino y el jesuita Jacobo Sedelmayer, actualmente con ruinas de sus edificios antiguos.

### Tubutama
Fundada como la misión de San Pedro y San Pablo del Tubutama en 1691, alberga un museo donde se exhiben ornamentos sagrados.

### Magdalena de Kino

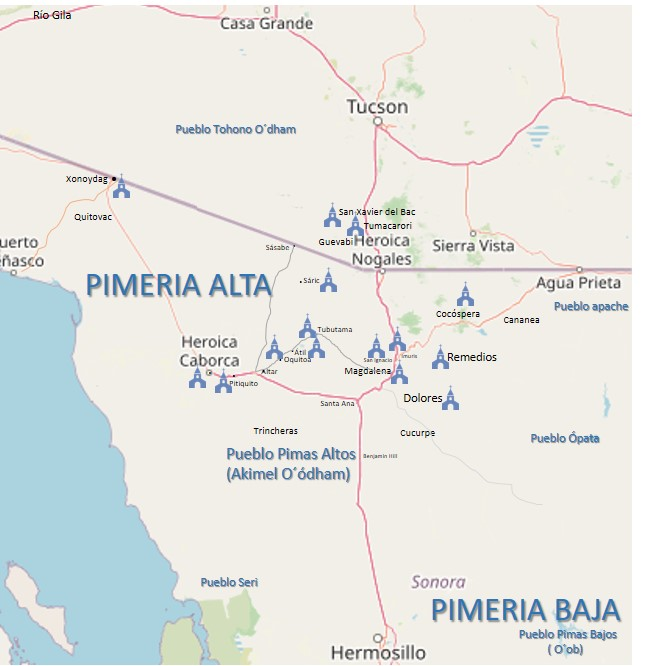
Mapa ubicación de las Misiones fundadas por Francisco Eusebio Kino

En 1687 este antiguo pueblo fue refundado por Kino como la misión de Santa María Magdalena, actual pueblo mágico de México. Destacado su Plaza Monumental y su antigua iglesia con el mismo nombre de la misión, a la orilla del cauce del Río Magdalena.

### San Ignacio de Cabórica
La Misión de San Ignacio de Cabórica fue fundada en 1687 y está localizado en San Ignacio, Sonora, a 10 km al norte de Magdalena. Es una de las misiones del norte de la ruta. El templo original no existe. El edificio actual cuenta con varias características arquitectónicas muy interesantes entre ellos la escalera de caracol. La actual data desde el siglo XVIII.

### Ímuris
Fundada en 1687 como la misión de San José de Ímuris.

### Cucurpe
A 30 km al norte fue fundada la primera y madre de las misiones de Kino, Misión de Nuestra Señora de los Dolores fundada el 13 de marzo de 1687. Esta fue la primera misión establecida en la Pimería Alta por el Padre Kino. En 1744, la misión fue abandonada. Fue En 1647, el misionero jesuita Marcos del Río, la fundó bajo el nombre de Los Santos Reyes de Cucurpe, actualmente posee las ruinas de tres iglesias. El principal atractivo son los petroglifos que se localizan en el Río San Miguel.

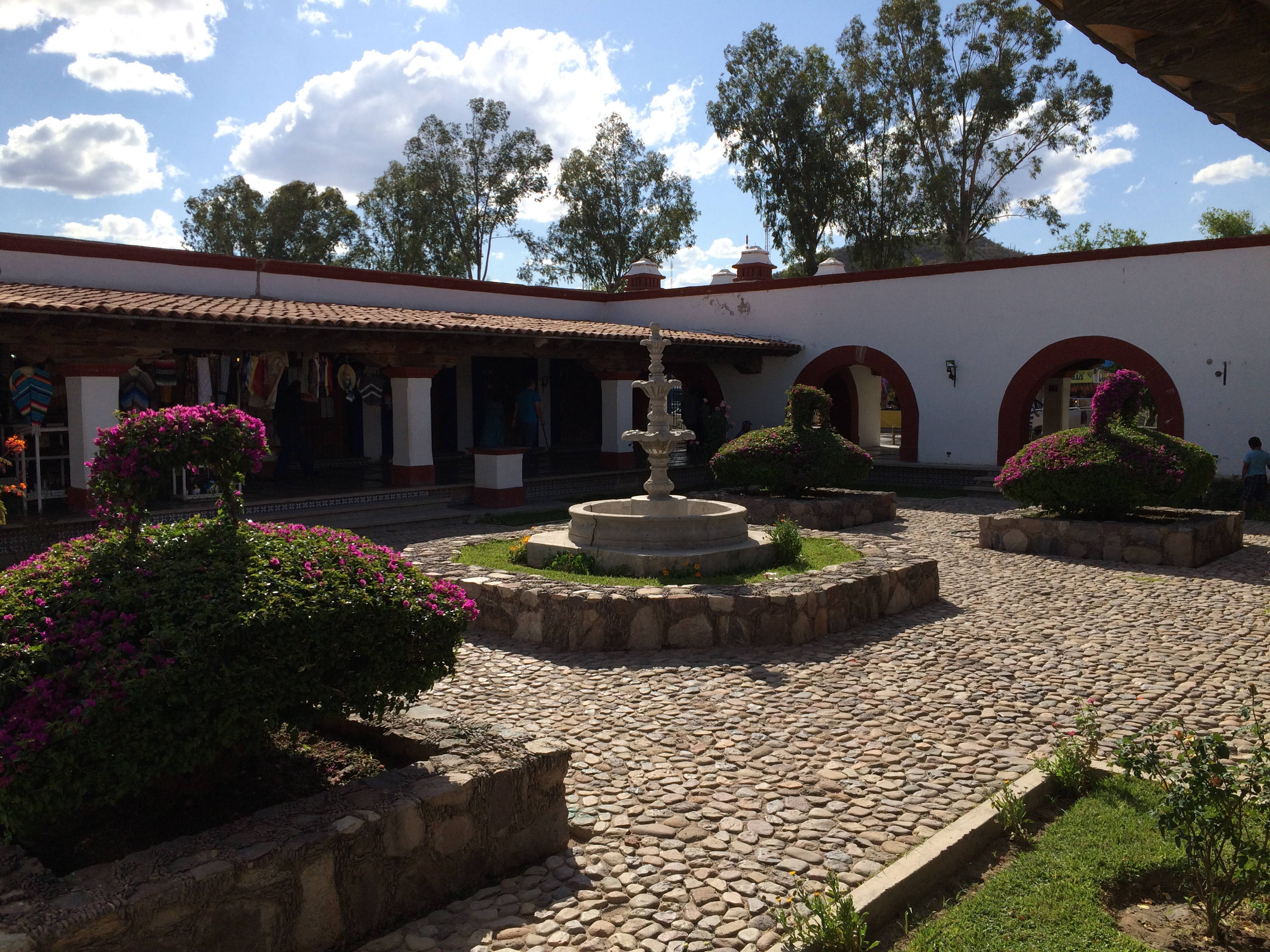
Jardín de la biblioteca del pueblo mágico de Magdalena de Kino.